# Rainbow Boys
Rainbow Boys è un romanzo dello scrittore statunitense di origine messicana Alex Sánchez: fa parte di una Trilogia scolastica di cui costituisce la prima parte. L'autore si concentra sulle questioni riguardanti l'accettazione e l'identità gay tra gli adolescenti. Pubblicato in italiano da Playground Libri, è seguito da Rainbow High e Rainbow Road.
Nel 2005 ne è stata tratta una pellicola cinematografica thailandese intitolata Right By Me.

## Trama
La storia segue il racconto delle esperienze quotidiane di vita di tre studenti diciassettenni, con capitoli alternati che descrivono i differenti punti di vista d'ognuno. Jason, un giocatore di basket molto popolare in tutta la scuola: ad un certo punto si ritrova a metter in discussione la propria sessualità e decide così di partecipare ad un incontro di ragazzi gay della sua stessa età.
Alla riunione rimane sorpreso di veder anche Kyle e Nelson, due suoi compagni di classe; in seguito proprio Kyle farà da tutor a Jason per aiutarlo a superar gli esami di matematica. Emerge che Kyle ha una cotta duratura per Jason, continuata per tutti i tre anni di liceo; il tempo li aiuterà a legar i propri sentimenti condividendo il coming out con le rispettive famiglie. Kyle ha un aspetto abbastanza nerd, indossa le bretelle e porta gli occhiali..
Nelson invece è un po' il pagliaccio della classe, che si atteggia volutamente ad effeminato; ha però un conflitto segreto di sentimenti nei confronti di Kyle. Ha un buon rapporto con la madre, la quale sostiene di aver sempre saputo della sua omosessualità, mentre vede raramente il padre. È sempre stato vittima di bullismo a scuola per i suoi atteggiamenti considerati eccessivi.
Dopo un'accesa discussione con Kyle, Nelson decide di aver un rapporto sessuale con un estraneo, un certo Brick, incontrato su internet. Essendo stata la sua prima volta, si trova ad aver timore di aver contratto l'HIV in quanto non ha utilizzato il preservativo. In seguito fa amicizia con Jeremy, un ragazzo sieropositivo, ed iniziano una relazione stabile.
Jason dovrà superare gli ostacoli derivanti dalla sua ex fidanzata Debra e dal padre, un violento alcolizzato estremamente omofobo, che giunge al punto d'insultarlo e picchiarlo. Kyle, ad un certo punto del libro, dichiarerà apertamente il suo essere gay scrivendo sul proprio armadietto le parole "pride, queer". Nelson invece si definisce fin dall'inizio una "regina" e si tinge i capelli.